# Yoshun Kudo
Yoshun Kudo (ibland stavat Yūshun Kudō; japanska: 工藤祐舜), född 1887 i Akita prefektur, Japan, död 1932 i Taipei, var en japansk botaniker och professor.
Auktorsnamnet Kudô kan användas för Yoshun Kudo i samband med ett vetenskapligt namn inom botaniken; se Wikipediaartiklar som länkar till auktorsnamnet.